# Holopogon atrifrons
Holopogon atrifrons là một loài ruồi trong họ Asilidae. Holopogon atrifrons được Cole miêu tả năm 1924. Loài này phân bố ở vùng Tân Bắc giới.